# Kaja Kallas
Kaja Kallas (pronunciación en estonio: /ˈkɑjɑ ˈkɑlːɑs/; Tallin, RSS de Estonia, Unión Soviética, 18 de junio de 1977) es una política, diplomática y abogada estonia, actual alta representante de la Unión para Asuntos Exteriores y vicepresidenta en la Comisión Europea presidida por Ursula von der Leyen.
Se desempeñó como primera ministra de Estonia desde el 26 de enero de 2021 hasta el 23 de julio de 2024. También fue presidenta del Partido Reformista Estonio de 2018 a 2024; previamente fue diputada al Parlamento Europeo de 2014 a 2018, y miembro del Parlamento de Estonia de 2011 a 2014. Fue la primera mujer en ocupar la jefatura de gobierno de su país.
En junio de 2024, fue nominada por el Consejo Europeo para ser la nueva Alta representante de la Unión Europea para Asuntos Exteriores y Política de Seguridad en sustitución de Josep Borrell. En noviembre se llevó a cabo una votación de confirmación por parte del Parlamento Europeo.

## Biografía

### Familia y vida laboral
Nacida en Tallin el 18 de junio de 1977, Kaja Kallas es hija del ex primer ministro Siim Kallas, expresidente del Partido Reformista Estonio y exvicepresidente de la Comisión Europea.
Durante las deportaciones soviéticas de Estonia, su madre, Kristi, de seis meses en ese momento, fue deportada en un vagón de tren a Siberia, con su madre y su abuela acusadas de colaboracionismo con Alemania,[cita requerida] y vivió allí hasta los diez años. El abuelo de Kallas fue Eduard Alver [et], uno de los fundadores de la República de Estonia el 24 de febrero de 1918, y el primer jefe de la Policía de Estonia desde 1918 hasta el 24 de mayo de 1919. La ascendencia de Kallas es en parte letona y alemana del Báltico, a través de su familia paterna.
Kaja Kallas se graduó de la Universidad de Tartu en 1999 con un BA en derecho. fue miembro de la Asociación de Abogados de Estonia desde 1999 y abogada desde 2002. En marzo de 2011 pasó a estado de inactividad del Colegio de Abogados de Estonia. Fue socia del bufete de abogados Luiga Mody Hääl Borenius y Tark & Co y trabajó como asesora ejecutiva en la Estonian Business School. También ha sido miembro de la Alianza Antimonopolio Europea.
En 2007 comenzó sus estudios en la Escuela de Negocios de Estonia y obtuvo un EMBA (Maestría en Administración de Empresas) en economía en 2010.
En noviembre de 2018, Kallas publicó sus memorias MEP: 4 aastat Euroopa Parlamendis (MEP: Four Years in the European Parliament), en las que describe su vida y trabajo en Bruselas de 2014 a 2018.

### Miembro del Parlamento de Estonia (2011-2014)
En 2010, Kallas se unió al Partido Reformista Estonio. Se postuló como candidata para el Parlamento de Estonia (Riigikogu) en 2011 por los distritos electorales del condado de Harju y de Rapla. Recibió 7.157 votos  y resultó elegida miembro del XII Parlamento de Estonia en el que presidió el Comité de Asuntos Económicos de 2011 a 2014.

### Miembro del Parlamento Europeo (2014–2018)

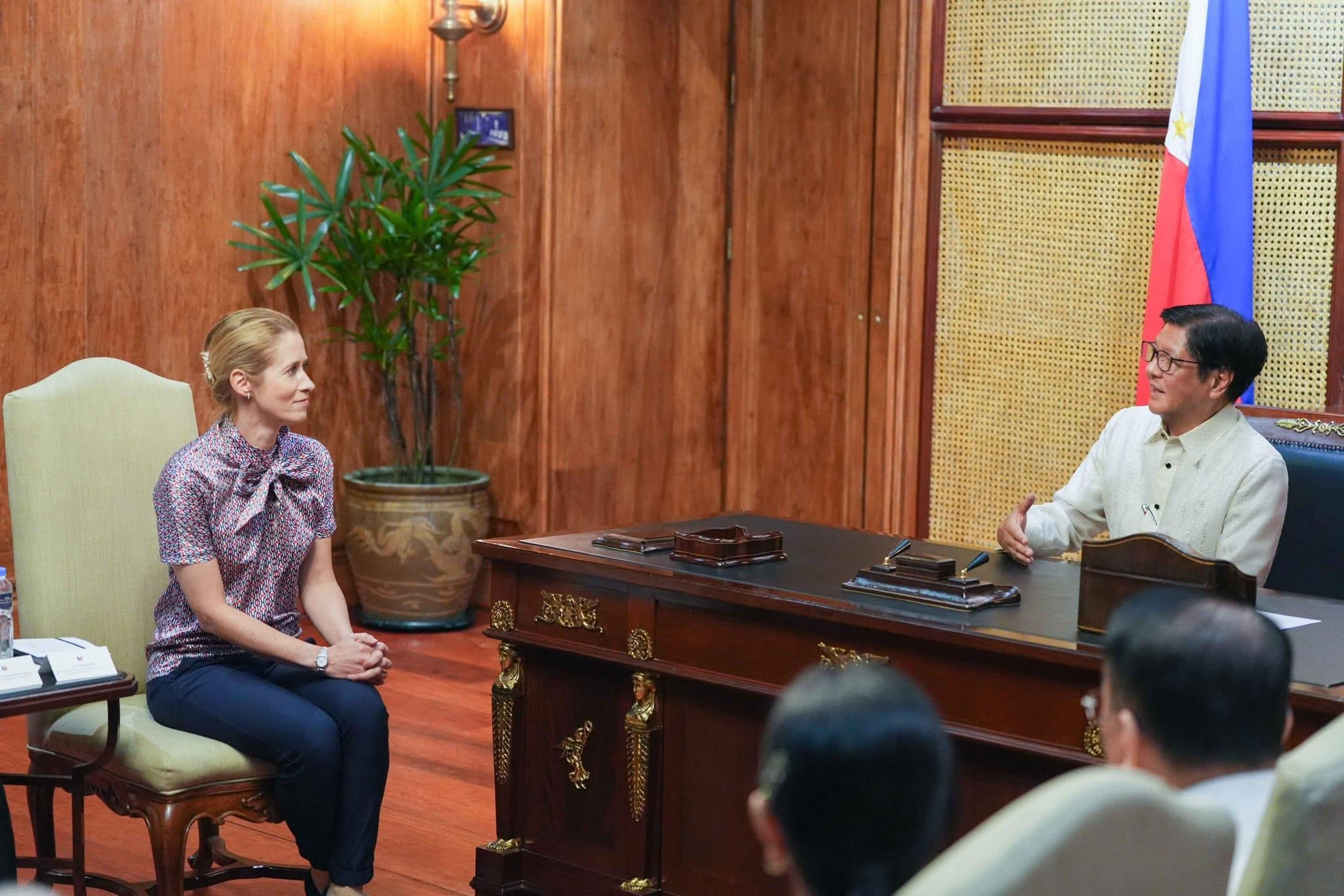
Kallas se reunió con el presidente filipino Ferdinand Marcos y Romuáldez en Manila, en 2025.

En las elecciones de 2014, Kallas se postuló para el Parlamento Europeo, recibió 21 498 votos. Se desempeñó como eurodiputada hasta 2018, cuando decidió volver a la política nacional. En el Parlamento Europeo, Kallas formó parte de la Comisión de Industria, Investigación y Energía y sustituyó a la Comisión de Mercado Interior y Protección del Consumidor. Fue vicepresidenta de la Delegación en la Comisión de Cooperación Parlamentaria UE-Ucrania, así como miembro de la Delegación en la Asamblea Parlamentaria Euronest y Delegación para las Relaciones con los Estados Unidos.
Además de sus asignaciones en comisión, Kallas fue miembro del Intergrupo del Parlamento Europeo sobre la Agenda Digital y vicepresidenta del Intergrupo de Juventud.
Durante su período en el Parlamento, Kallas trabajó en la estrategia del mercado único digital, las políticas de energía y consumo y las relaciones con Ucrania. En particular, defendió los derechos de las pequeñas y medianas empresas (PyMEs), sosteniendo que las fronteras en el mundo digital dificultan el surgimiento de empresas innovadoras. Es una defensora de la innovación y con frecuencia enfatiza que las regulaciones no pueden ni deben obstaculizar la revolución tecnológica.
Kallas actuó como ponente de seis informes: un dictamen sobre el llamado Reglamento de privacidad electrónica, Normas de derecho civil sobre robótica y sobre el Informe anual sobre la política de competencia de la UE, y sobre la realización de un nuevo acuerdo para consumidores de energía, legislación sobre infracciones y sanciones aduaneras y el informe de propia iniciativa sobre el mercado único digital.
Durante su tiempo en el Parlamento, también fue nominada como Joven Líder Europea (EYL40). Al final de su mandato, Político la citó como una de las 40 eurodiputadas más influyentes y una de las mujeres más poderosas de Bruselas, destacada por su comprensión de los problemas tecnológicos.
El 14 de abril de 2018, fue elegida nueva líder del Partido Reformista Estonio. Bajo su liderazgo, el partido obtuvo el primer lugar en las elecciones parlamentarias de 2019, pero no logró llegar al gobierno.
En enero de 2021, tras la renuncia de Jüri Ratas como primer ministro, Kallas formó un gobierno de coalición con el Partido del Centro, convirtiéndose en la Primera ministra de Estonia.